# Рева Марія Михайлівна

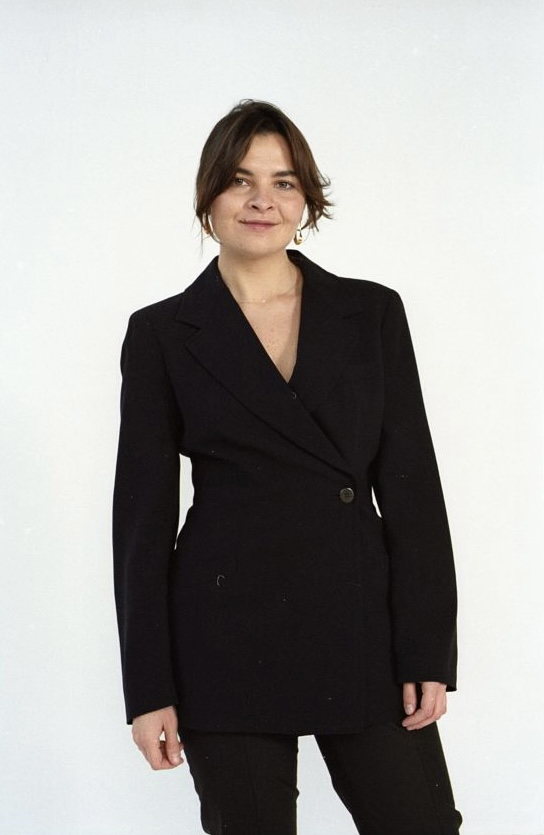

Маша Рева (нар. 30 жовтня 1987, Одеса, Україна) — українська дизайнерка, художниця.

## Біографія
Маша Рева народилась в Одесі 30 жовтня 1987 р. Батько Михайло Рева — скульптор, мати Тетяна Рева  — дизайнерка одягу. Навчалась у Київському національному університеті технологій та дизайну на кафедрі художнього моделювання костюма, випускниця 2010 року. Переможниця конкурсів молодих дизайнерів одягу Herper's Bazaar Fashion Forward та «Погляд у майбутнє» 2010 р. Проходила стажування в Нью-Йорку у Thakoon та у культового дизайнера Вальтера ван Бейрендонка в Антверпені[первинне джерело]. Продовжила навчання в магістратурі Святого Мартіна (Central Saint Martins College of Art and Design) у Лондоні під керівництвом відомої професорки Луїзи Вілсон — світовій школі моди, яку закінчила у 2015 році. У 2021 році разом з художником Іваном Грабко брала участь у артпроекті журналу Vogue UA — Futurespective, виставка відбувалась в Центрі сучасного мистецтва М17.
На початку повномасштабного вторгнення Росії в Україну створила благодійну виставку разом із художником Іваном Грабко під назвою «Under The Open Sky» де було представлено близько 150 робіт двох художників. Сумісними зусиллями проєктом Under The Open Sky було зібрано 72 358 EUR на поміч постраждалим від війни в Україні[первинне джерело].
Взяла участь у груповій виставці «Ательє мрій» у Українському домі у Києві та створила інтерактивну інсталяцію «Вам лист» де були представлені малюнки дітей із прифронтових територій.

## Художні проєкти
Авторка фото-проєкту Kyiv Kids, створеного разом із фотографом Арменом Парсадановим. Творчі проєкти для книги Jacquemus, сет дизайн для бренду Rodebjer створений сумісно з архітектурним бюро ФОРМА, мурал для кліпу Гаррі Стайлса на пісню As It Was[неавторитетне джерело], дизайн костюмів та декорацій для постановки «The Rite» у Royal Opera House у Лондоні, колекція килимів для бренду DIZA про яку вийшло відео на платформі Nowness.
У 2024 році представила інтерактивну інсталяцію Лайтхаус у парку ім Т. Г. Шевченка у Києві на замовлення UNICEF Україна.